# Хобшайд (футбольный клуб)
«Хобшайд» (люкс. Hobscheid) — люксембургский футбольный клуб, существовавший с 1932 по 2007 годы. Участвовал трижды в Кубке Интертото, но трижды вылетал в первом же раунде. В 2007 году прекратил существование после слияния с командой «Олимпик Айшен» и образованием новой команды «Альянс Эйшдаль».

## Известные игроки
- Рейсвейк, Джон ван

## Выступления в еврокубках
| Сезон | Соревнование    | Раунд        | Противник      | Счёт     |
| ----- | --------------- | ------------ | -------------- | -------- |
| 1998  | Кубок Интертото | Первый раунд | Градец-Кралове | 1-2, 0-0 |
| 2000  | Кубок Интертото | Первый раунд | Пелистер       | 1-3, 0-1 |
| 2001  | Кубок Интертото | Первый раунд | Динамо (Минск) | 0-6, 1-1 |